# Dōjō-ji

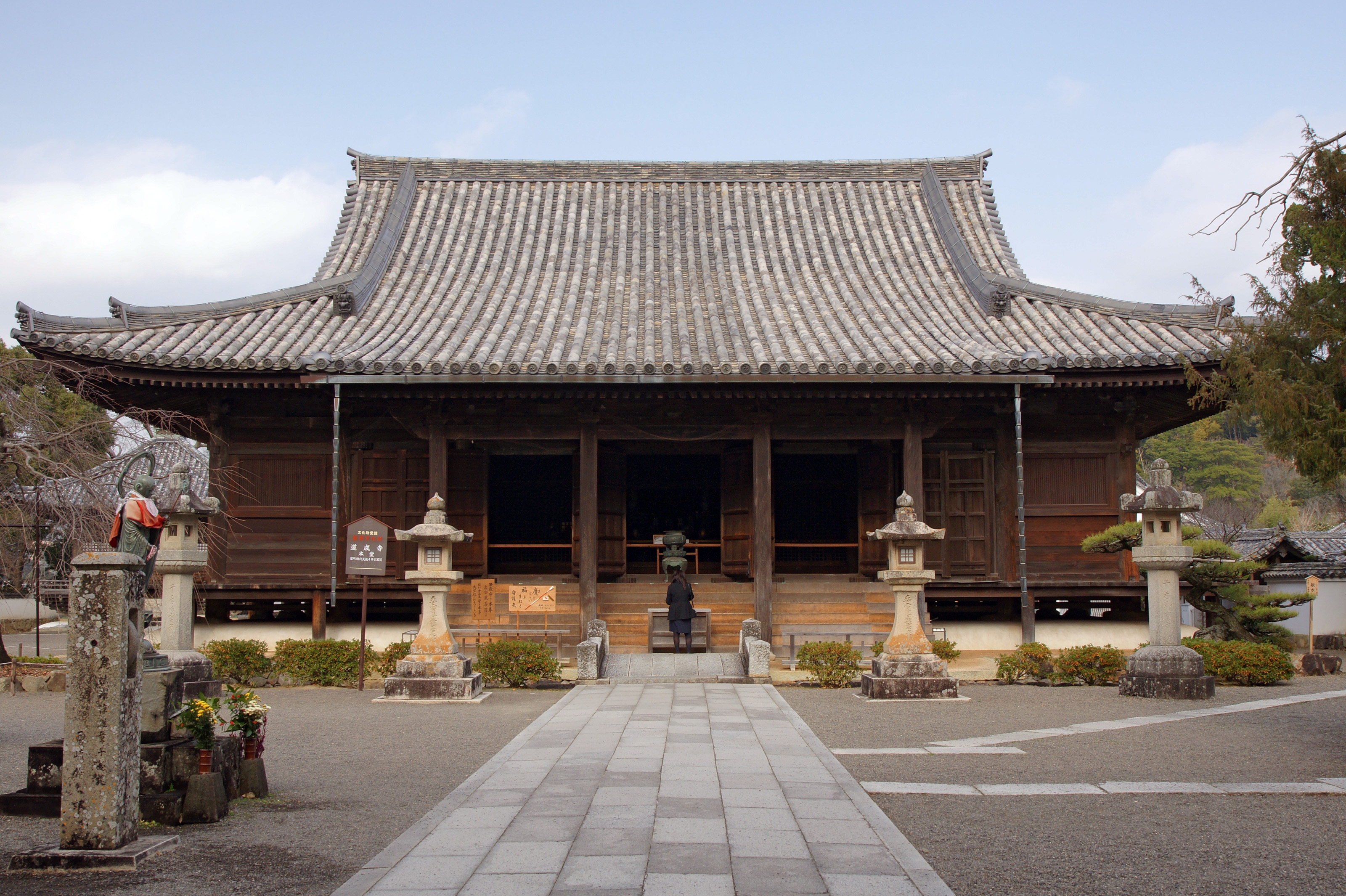
Haupthalle

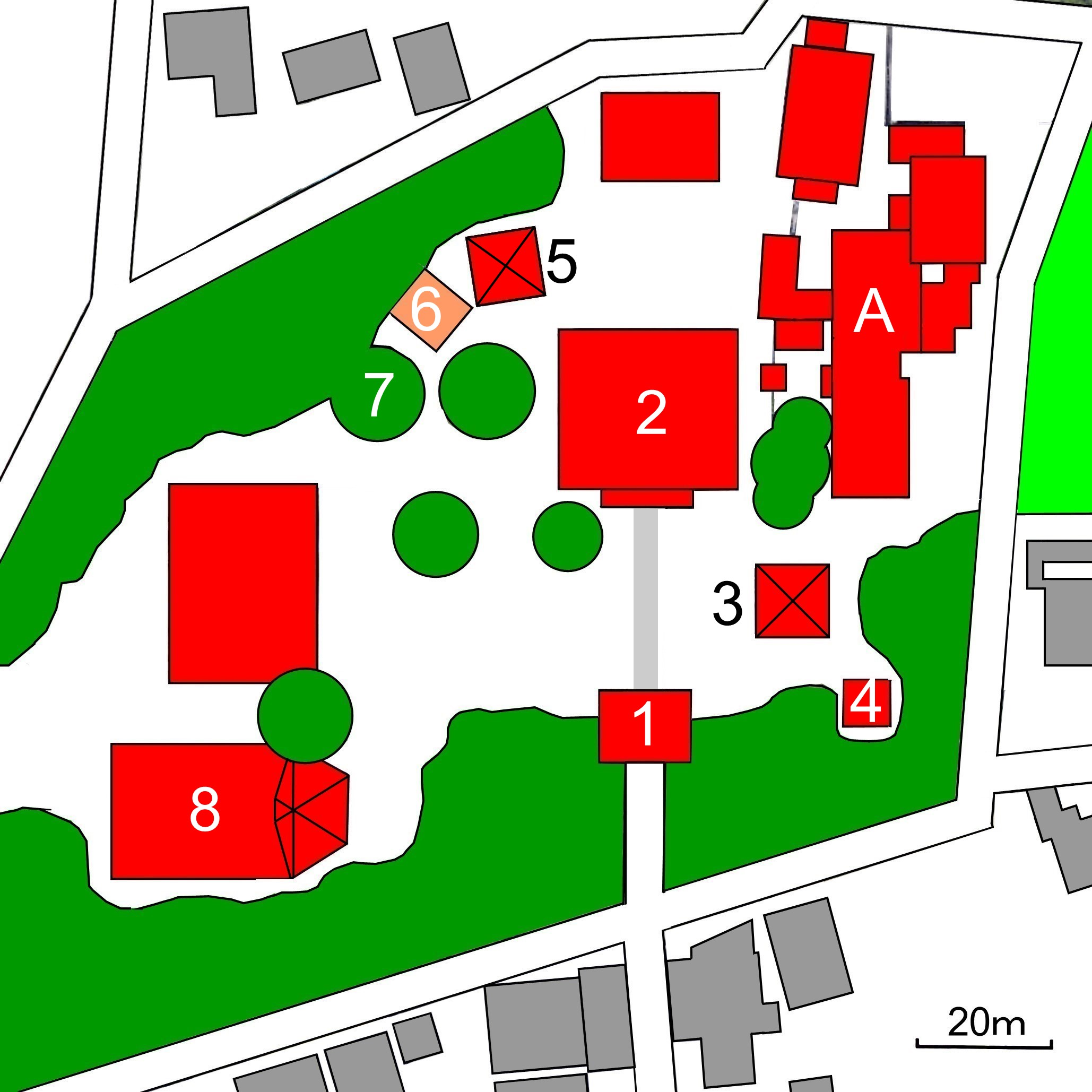
Plan des Tempels (s. Text)

Der Dōjō-ji (japanisch 道成寺) ist ein Tempel in Hidakagawa (日高川村) im Landkreis Hidaka (日高郡), Präfektur Wakayama, der zur Tendai-Richtung des Buddhismus gehört. Er ist der 5. Tempel des Neuen Saigoku-Pilgerwegs.
Bekannt ist der Dōjō-ji durch die alte Legende von Anchin (安珍) und der Prinzessin Kiyo (清姫 Kiyo hime), die in Literatur, als Nō Dōjōji, als Bunraku, Kabuki und für den Film, etwa Kon Ichikawas Musume no Dōjōji (1946) oder Kawamoto Kihachirōs Puppen-Animationsfilm Dōjōji (1976), schon mehrmals adaptiert wurde.

## Geschichte
Nach der Tempelüberlieferung wurde der Tempel im Jahr 1. Jahr Taihō (701) auf Wunsch des Kaisers Mommu und Gemahlin Fujiwara no Miyako (夫人藤原宮子) von Kinoōmi Michinari (紀大臣 道成), errichtet, woraufhin der Tempel in sinojapanischer Lesung von Michinari Dōjō-ji genannt wurde. Nach Ausgrabungen wird der Tempel auf den Beginn des 9. Jahrhunderts datiert. Am Ende des Jahrhunderts war der Tempel zu einer großen Anlage im Stil der Zeit mit Großem Südtor (南大門 Nandaimon), Mittleren Tor (中門 Chūmon) überdachten Rundgang (回廊 Kairō), Pagode, Haupthalle (金堂 Kondō), Lehrhalle (講堂 Kōdō), Abt- und Mönchsquartier (僧房 Sōbō) und Speicherbereich (倉院 Sōin) gediehen.
Später verlor der Tempel an Bedeutung, aber im 10. Jahrhundert gedieh er wieder und bewahrte als Shingon-Tempel zahlreiche Buddha-Figuren bis in die Gegenwart. 1652 konnte Großpriester Tenkai (天海大僧正 Tenkai Daisōjō) die Übernahme der Tendai-Richtung des Buddhismus durchsetzen.

## Anlage
Man betritt über eine längere Treppe den Tempel von Süden her durch das Tempeltor (山門 Sanmon; im Plan 1) aus dem Jahr 1694, das als Niō-Tor (仁王門 Niō-mon), also als ein Tor mit den beiden Tempelwächter links und rechts vom Durchgang, ausgeführt ist. Voraus sieht man die Haupthalle (本堂 Hondō; 2). Beide Gebäude sind als Wichtiges Kulturgut Japans registriert. Die Haupthalle wurde 1357 vom 3. Sohn des Yoshida Kurōdoyorihide (吉田 蔵人頼秀), nämlich Minamoto Kompiramaru (源 金毘羅丸) errichtet. Das Gebäude hat in der Front 8. Säulen, in der Tiefe 6. Säulen, hat die Form eines abgewandelten Fußwalmdachs und ist mit Ziegeln gedeckt. 
Die dreistöckige Pagode (三重塔 Sanjū-no-tō; 3) ist die einzige der Präfektur, sie wurde 1763 errichtet. Neben der Pagode soll Anchin unter dem Anchin-Hügel (安珍塚 Anchin-zuka) begraben liegen. Die Pagode und die Abtresidenz innerhalb des Abt- und Mönchquartiers (A), also das Shoin (書院), sind als Kulturgut der Präfektur registriert. Unter den Bäumen südöstlich der Pagode steht der Enma-Pavillon (閻魔堂; 4) auch „Zehn Könige Pavillon“ (十王堂 Jūō-dō) genannt.
Im Nordwesten des Geländes findet man den Goma-Pavillon (護摩堂; 5), unter einem Bau verborgen die Fundamente des Glockenturms (鐘楼 Shōrō; 7) und einen kleinen Shintō-Schrein, den Chinju Sansha (鎮守三社; 6). In der großen Halle im Südwesten, in der Dōjōji-Engi-Halle (道成寺縁起堂; 8), wird Anchin und Kiyohime gedacht.

## Tempelschätze
- Als Nationalschatz ist registriert
  - eine stehende, tausendarmige Kannon aus Holz mit zwei Heiligen als Begleiter (木造千手観音立像・木造菩薩立像2躯 Mokuzō Senju-Kannon ritsuzō – 2 Mokuzō bosatsu ritsuzō)
- Als Wichtiges Kulturgut Japans sind die folgen Skulpturen registriert:
  - Bishamon-ten (木造毘沙門天立像 Mokuzō Bishamonten ritsuzō), zu sehen im Nationalmuseum Tokio,
  - eine stehende 1000-armige Kannon, Holz mit Lack überzogen (木心乾漆千手観音立像 Mokushin kanshitsu senju Kannon ritsuzō),
  - eine stehende 1000-armige Kannon,(木造千手観音立像 Mokuzō senju Kannon ritsuzō（鞘仏 Sayabotoke),
  - Bishamon-ten (木造毘沙門天立像 2躯), davon eine Nationalmuseum Tokio anvertraut,
  - eine elfgesichtige Kannon aus Holz (木造十一面観音立像 Mokuzō jūichimen Kannon ritsuzō),
  - die Vier Himmelskönige (木造四天王立像 Mokuzō Shitennō ritsuzō)
  - und die folgenden Manuskripte:
  - Entstehungsgeschichte des Dōjōji (紙本著色道成寺縁起 絵巻 Shihon chakushoku Dōjōji engi emaki),
  - Darani-Sutra (色紙墨書千手千眼陀羅尼経 Shokushi bokusho senjusengen darani-kyō).

## Bilder

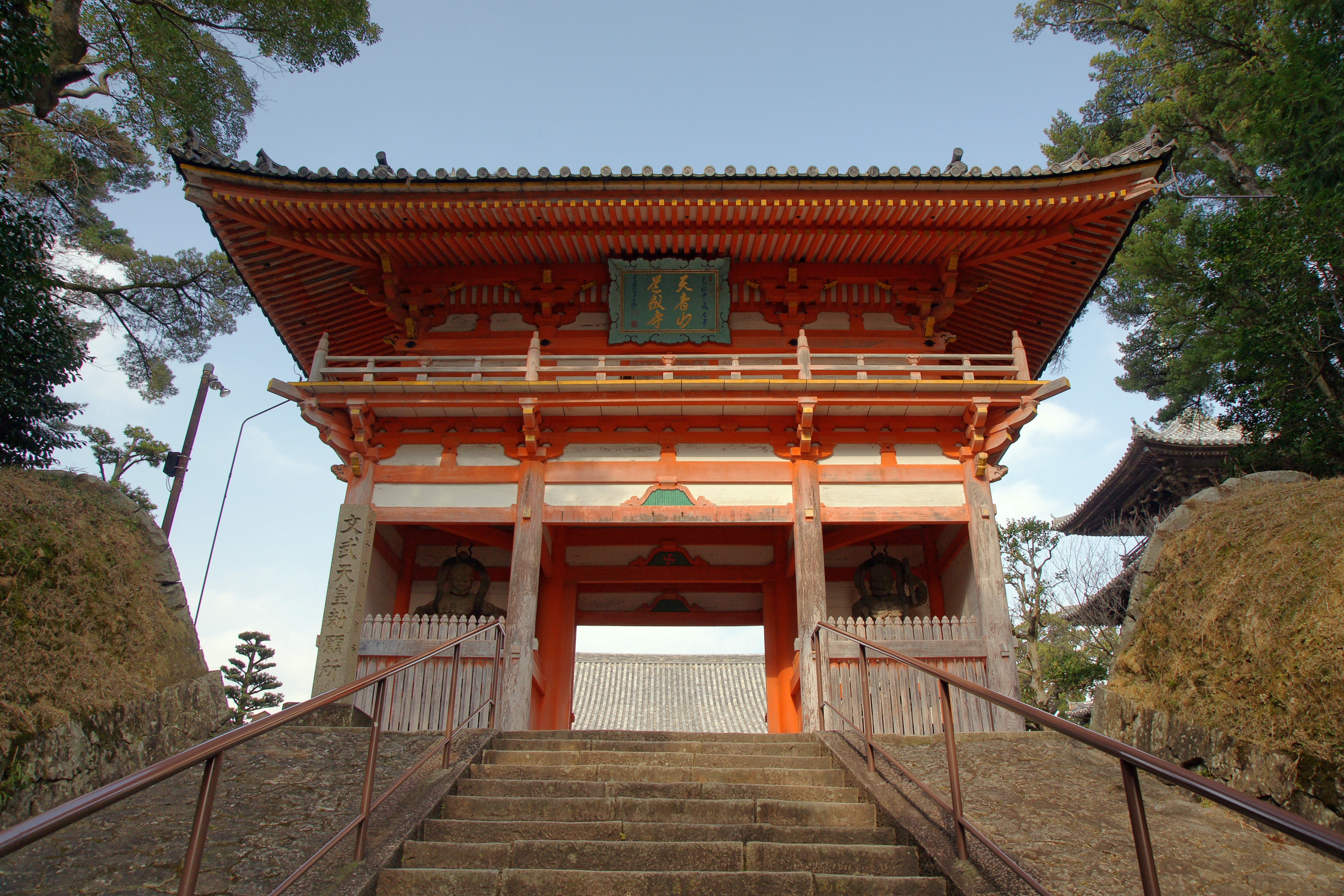
Tempeltor
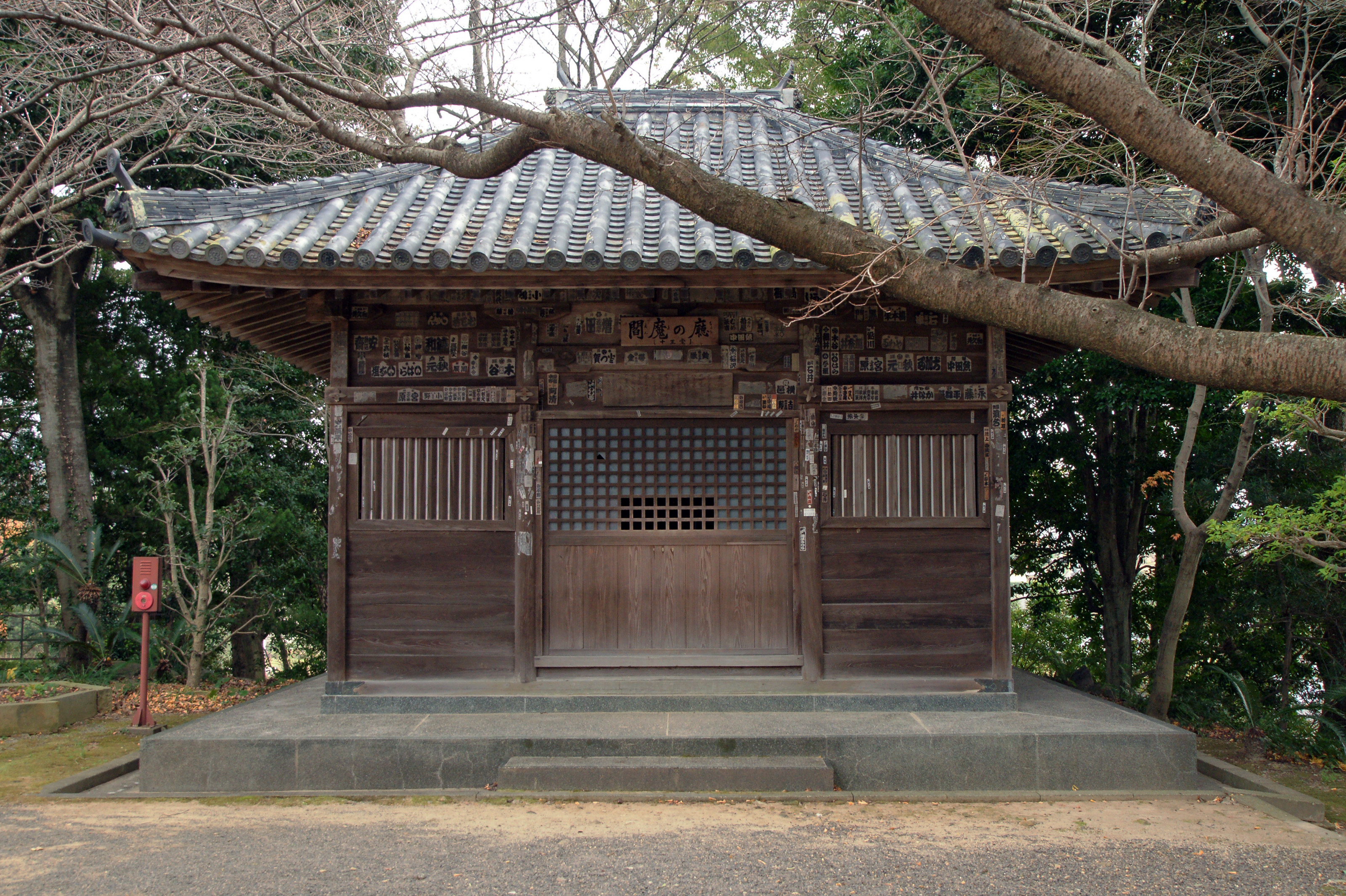
Enma Pavillon
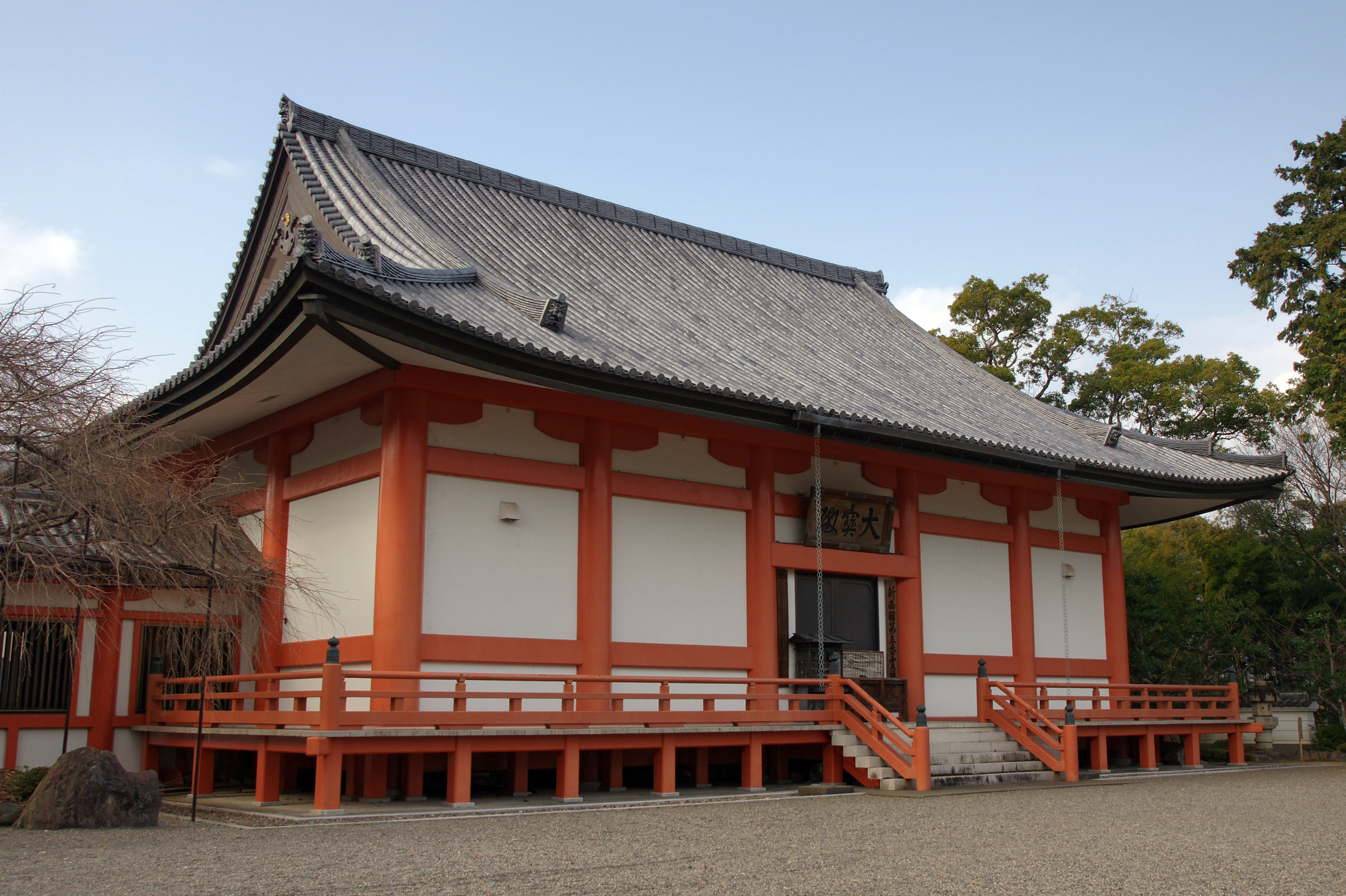
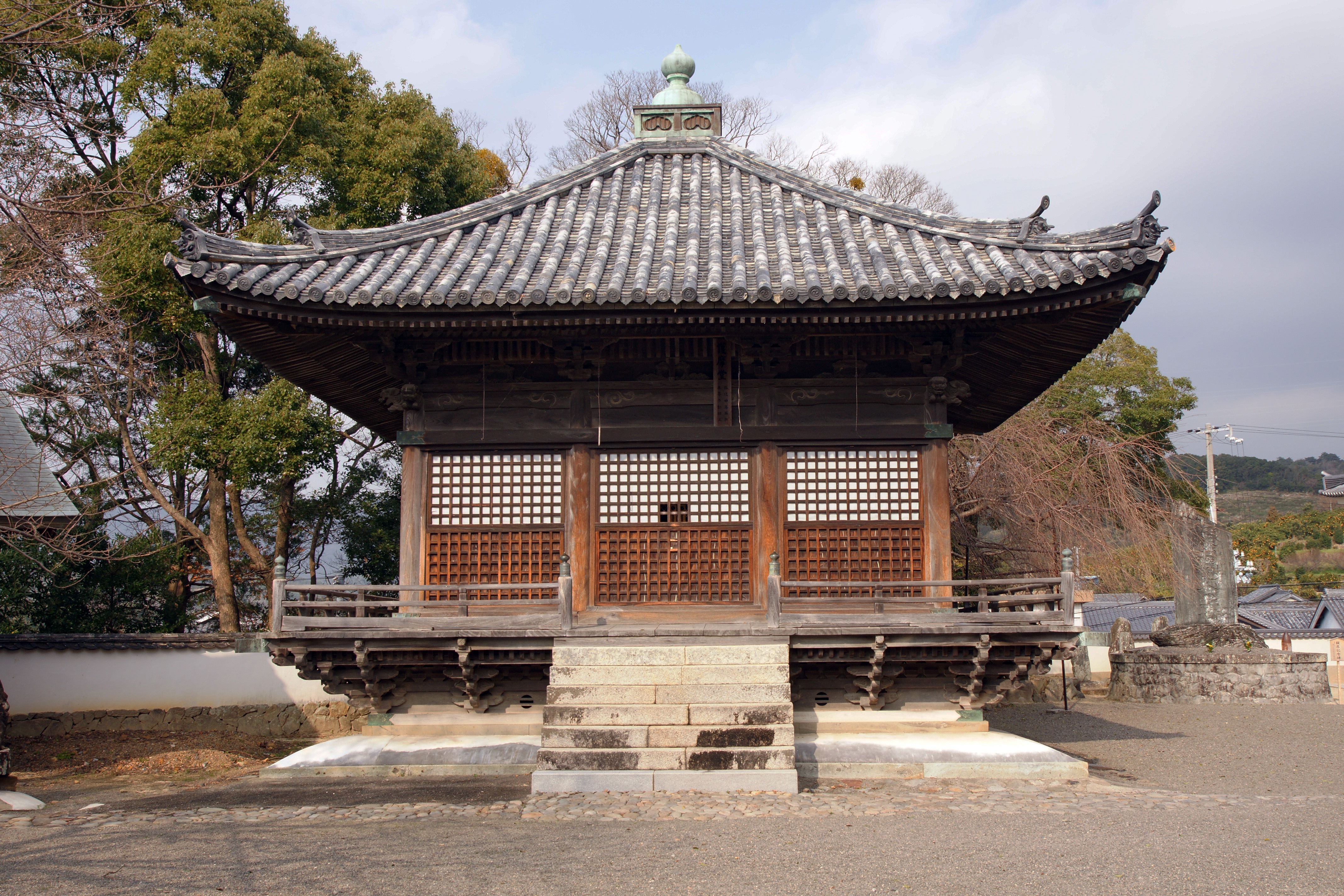
Goma-Halle
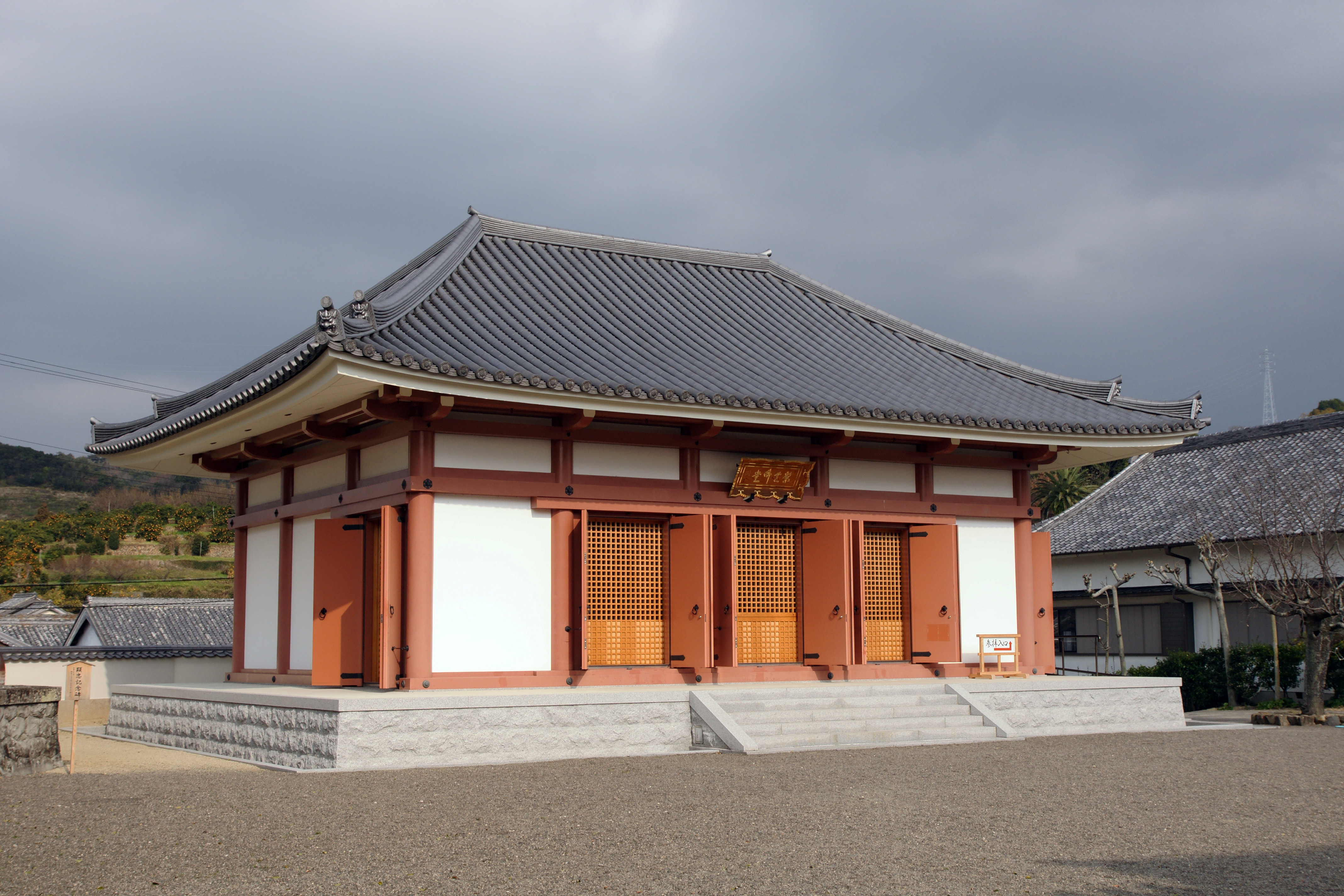
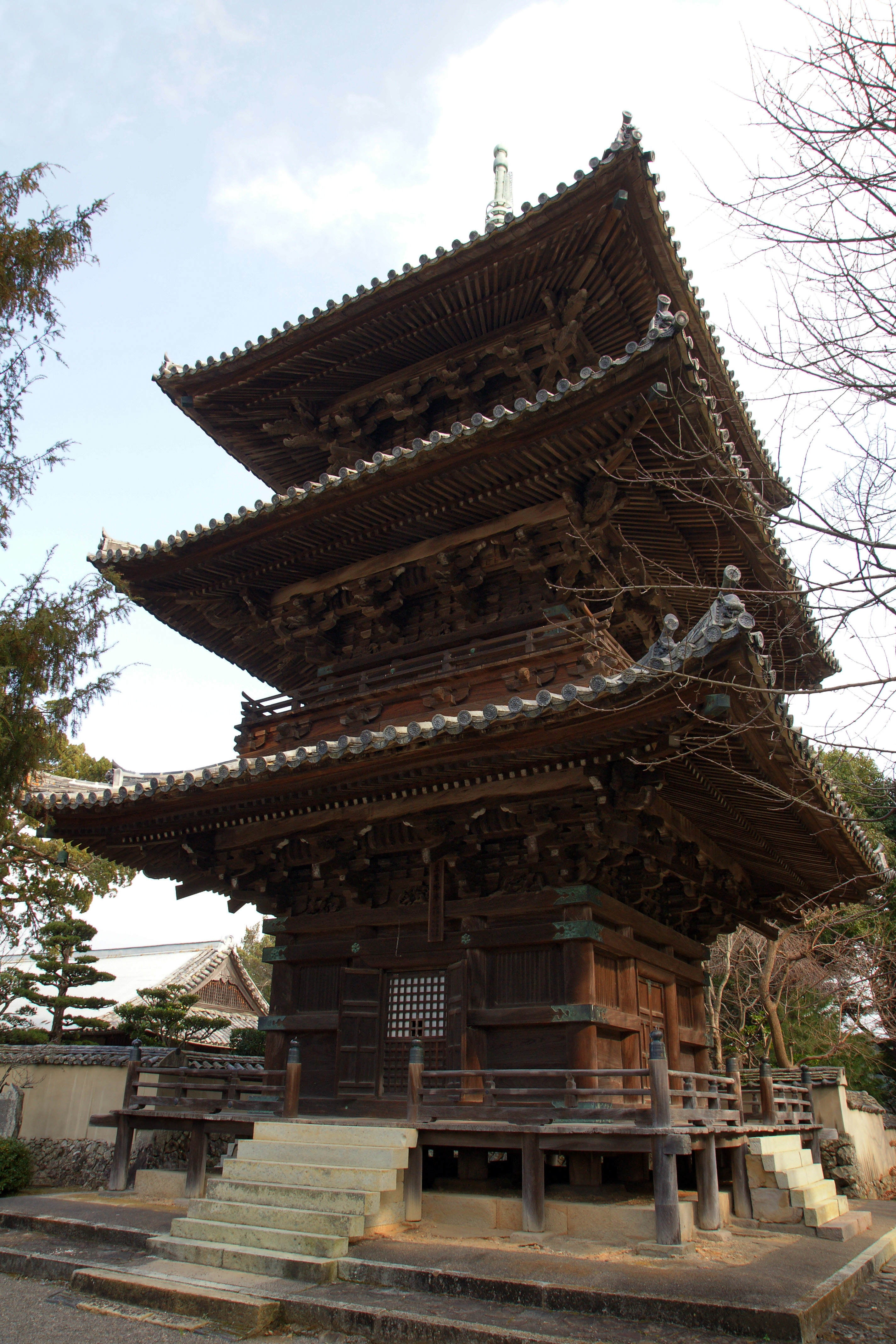
Pagode
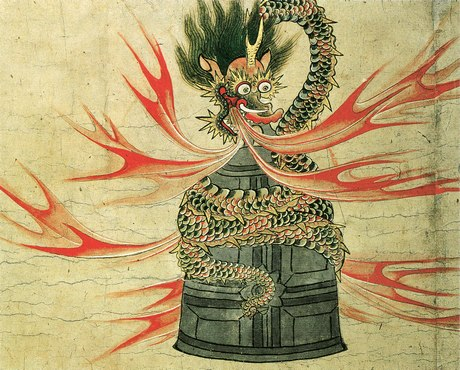
aus dem Engi Emaki